# D-Dimer

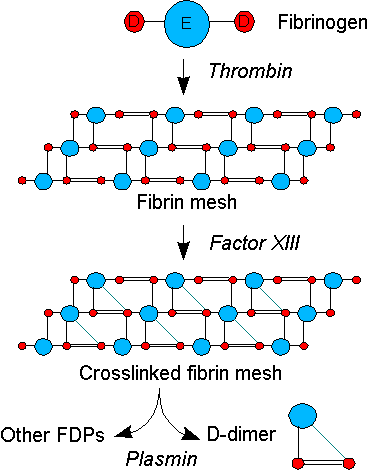
D-Dimer Formation

D-Dimere sind Proteine, die als Abbauprodukte von vernetztem Fibrin im Blut während der körpereigenen Auflösung eines Blutgerinnsels vorkommen und durch die reaktive Einwirkung von Plasmin entstehen. Sie sind ein Biomarker für die Fibrinolyse genannte Auflösung von Blutgerinnseln, ihre Konzentration im Blut wird daher zur Diagnose von Thrombosen und Embolien bestimmt. Ein negativer Wert kann eine Thrombose ausschließen, während ein positiver Wert verschiedene Ursachen haben kann. Der Name leitet sich von der Dimer-Struktur der D-Fragmente ab.

## Eigenschaften
Das über die D-Domänen vernetzte Fibrin wird durch die Endopeptidase Plasmin gespalten; die kleinsten der entstehenden Fragmente werden als D-Dimere bezeichnet.
Der D-Dimer-Spiegel wird mit hochspezifischen Antikörpern gegen die Vernetzungsregion in einem Immunoassay bestimmt. Die Agglutination kann photometrisch als Trübung gemessen werden. Der Normbereich ist stark methodenabhängig. Der Anstieg des D-Dimers im Plasma ist eine Folge der Blutgerinnung und der darauf folgenden Fibrinolyse (Gerinnselauflösung). Werte im jeweiligen vom Labor angegebenen Referenzbereich (z. B. unter 500 µg/Liter; Plasma) dienen der Ausschlussdiagnostik einer Lungenembolie, DIC (disseminierte intravasale Koagulopathie) oder tiefen Beinvenenthrombose. Außerdem kann der Laborwert der D-Dimere zur Verlaufskontrolle einer Thrombolysetherapie eingesetzt werden.
Das D-Dimer kann aber auch bei malignen (bösartigen) Tumor-Erkrankungen, nach Operationen im Zuge der Wundheilung, Leberzirrhose, Leukämien, bei weiteren schweren Erkrankungen oder in der Schwangerschaft erhöht sein. Es ist ein sensitiver, aber relativ unspezifischer Diagnoseparameter. Vor allem bei der Lungenembolie und der Beinvenenthrombose (TVT) haben die D-Dimere einen sehr hohen negativen prädiktiven Wert: Ist die Konzentration nicht erhöht, so können eine Lungenembolie bzw. TVT mit hoher Wahrscheinlichkeit ausgeschlossen werden. Die Sensitivität liegt bei >95 %, die Spezifität <50 %, der negative Vorhersagewert bei 95 %. Zur Ergänzung der Aussage können der Wells-Score oder der Geneva-Score herangezogen werden.